# Геленув (Ліпський повіт)
Геленув (пол. Helenów) — село в Польщі, у гміні Ліпсько Ліпського повіту Мазовецького воєводства.
Населення — 80 осіб (2011).
У 1975-1998 роках село належало до Радомського воєводства.

## Демографія
Демографічна структура станом на 31 березня 2011 року:
|          | Загалом | Допрацездатний вік | Працездатний вік | Постпрацездатний вік |
| -------- | ------- | ------------------ | ---------------- | -------------------- |
| Чоловіки | 38      | 4                  | 30               | 4                    |
| Жінки    | 42      | 4                  | 25               | 13                   |
| Разом    | 80      | 8                  | 55               | 17                   |